# Osborne Mine
Osborne Mine är en gruva i Australien. Den ligger i kommunen Cloncurry och delstaten Queensland, omkring 1 400 kilometer nordväst om delstatshuvudstaden Brisbane. Osborne Mine ligger 279 meter över havet.
Trakten runt Osborne Mine är nära nog obefolkad, med mindre än två invånare per kvadratkilometer.. Det finns inga samhällen i närheten.
Omgivningarna runt Osborne Mine är i huvudsak ett öppet busklandskap. Genomsnittlig årsnederbörd är 267 millimeter. Den regnigaste månaden är februari, med i genomsnitt 82 mm nederbörd, och den torraste är augusti, med 1 mm nederbörd.